# Esther Riecke-Volkmann
Esther Riecke-Volkmann (* 1969 in Balve) ist eine deutsche Künstlerin.

## Leben
Von 1998 bis 2002 studierte Riecke-Volkmann Malerei und Grafik am Institut für bildende Kunst und Kunsttherapie in Bochum und gehörte zur Meisterklasse von Qi Yang.
Im Jahr 2004 gründete sie zusammen mit Thomas Volkmann die Künstlergruppe N-E-S-T. Schwerpunkt ist hier die konzeptionelle Auseinandersetzung mit gesellschaftsrelevanten Themen.
Seit 2005 ist sie Mitglied im Bundesverband Bildender Künstlerinnen und Künstler (BBK).
Sie lebt und arbeitet in Neuenrade.

## Werk
Riecke-Volkmanns künstlerischer Schwerpunkt liegt auf dem Gebiet der Malerei.

## Auszeichnungen
- 2006: Kunstpreis der Stadt Augsburg
- 2008: Kunstpreis „Seh-Container“

## Ausstellungen (Auszug)
- Karl Ernst Osthaus Museum Hagen
- Museen der Stadt Lüdenscheid – „Liebe im Sauerland“
- Kulturhaus Augsburg – „Wie die Sachen oft querre gehen“
- ART-isotope, Dortmund – „ARTor-Wand“
- Weserrenaissance-Museum Schloss Brake, Lemgo – „Im Namen der Lippischen Rose“

- Kunstwoche Jesteburg
- Kunstverein Eisenturm Mainz – „Vision Europa“
- BBK-Galerie, Augsburg – „Aus allem etwas machen“ zu Bertolt Brecht
- Neue Gesellschaft für bildende Kunst, Berlin
- Zeche Zollverein, Essen
- Toskanische Säulenhalle im Zeughaus, Augsburg
- Kunstverein Worms, Nibelungenfestspiele – „Siegfriede“
- Galerie Schloss Neuburg, Passau
- Galerie im Malzhaus, Kunstverein Plauen
- Schleswig-Holstein-Haus, Schwerin
- Museum Schloss Oginskis, Plunge – Litauen
- Orangerie des Schwetzinger Schlosses, Kunstverein Schwetzingen
- Galerie Bengelsträter, Iserlohn
- Ausstellungshalle Standort Hoechst, Frankfurt
- Literaturhaus Immenstadt
- Universitäts- und Landesbibliothek Düsseldorf
- Kooperative K, Hagen – „Kreuzfeuer“
- Burg Horn, Horn-Bad Meinberg – „Symbol Rose“
- Galerie der Buchhandlung Thalia, Bonn
- Kunsthaus Jesteburg, – „Das Leben – ein Zirkus“
- Kunstfestival Seh-Container, in den Städten Menden, Hagen, Siegen und Iserlohn
- Ausstellungshalle Stapelhaus, Köln
- Kunsthalle Südwestfalen
- Kulturforum Kapelle, Waltrop
- Galerie Anschnitt, Dortmund
- Kunsttage Rhein-Erft, Galerie der Abtei Brauweiler
- Galerie plan.d., Düsseldorf
- Kunstverein 68elf, Köln
- Kunstwerk, Arnsberg
- Museum für angewandte Kunst, Frankfurt
- Museum der Stadt Schwetzingen